# ポリティ
ポリティ（英語: Polity）は、社会科学・人文学分野の書籍を扱う国際的出版社。毎年約100冊の新刊を発行している。扱う学問領域は次の通り。社会学、政治学、哲学、メディア・文化学、健康科学、文学、歴史学、人類学、その他関連分野。定評のある教科書から先端的内容を扱う学術書まで幅広く扱っている。ポリティは社会科学・政治学や哲学における世界的思想家の著作を出版している。
ポリティは、歴史（学）、伝記、政治（学）、時事問題を扱った一般向けのノンフィクション作品も出版している。例えば、ヨアヒム・ラドカウによるマックス・ウェーバー、フィデル・カストロ、アルバート・アインシュタインの伝記、ヨアヒム・フェストによるアルバート・シュペーア、ボブ・ディラン、ボブ・マーレー、デイヴィッド・ボウイ、マイク・タイソン、モハメド・アリ、デイヴィッド・ベッカムの伝記がある。
ポリティは1984年に創設された独立出版社である。編集部はイギリスのケンブリッジにあり、同国オックスフォードとアメリカ合衆国のボストンにも事務所がある。ポリティの書籍はポリティ・インプリントを通して世界中に販売・流通されている。

## 著者
- レイウィン・コンネル
- デイヴィッド・ヘルド
- テオドール・アドルノ
- ブライアン・バリー
- ジャン・ボードリヤール
- ジグムント・バウマン
- ウルリッヒ・ベック
- ヴァルター・ベンヤミン
- ノルベルト・ボッビオ
- ピエール・ブルデュー
- アレックス・カリニコス
- マニュエル・カステル
- コルネリュウス・カストリアディス
- エレーヌ・シクスー
- ジャック・デリダ
- ジョルジュ・デュビー
- ノルベルト・エリアス
- アミタイ・エツィオーニ
- ハロルド・ガーフィンケル
- アンソニー・ギデンズ
- ユルゲン・ハーバーマス
- スチュアート・ホール
- ジャック・ラカン
- プリモ・レーヴィ
- ジュリエット・ミッチェル
- セルジュ・モスコヴィッシ
- トニ・ネグリ
- キャロル・ペイトマン
- ポール・リクール
- ジェレミー・リフキン
- リチャード・ローティ
- ツヴェタン・トドロフ
- アラン・トゥーレーヌ
- ロイック・ヴァカン
- スラヴォイ・ジジェク
- ポール・ヴィリリオ
- トマス・ポッゲ
- リナ・ドミネリ